# Bank of the West Classic 2015
Bank of the West Classic 2015 byl profesionální tenisový turnaj pořádaný jako součást ženského okruhu WTA Tour, který se hrál na otevřených dvorcích s tvrdým povrchem v univerzitním areálu Taube Tennis Center. Konal se mezi 3. až 9. srpncem 2015 v americkém Stanfordu jako 44. ročník turnaje.
Turnaj představoval otevírací událost ženské části US Open Series 2015. Turnaj s rozpočtem 731 000 dolarů patří do kategorie WTA Premier Tournaments. Nejvýše nasazenou hráčkou ve dvouhře se stala světová pětka Caroline Wozniacká z Dánska. Titul měla obhajovat světová jednička Serena Williamsová, která se však před zahájením odhlásila pro nedoléčené poranění lokte. Sedmou kariérní trofej ve dvouhře získala Němka Angelique Kerberová. Deblovou soutěž ovládl čínský pár Sü I-fan a Čeng Saj-saj.

## Distribuce bodů a finančních odměn

### Distribuce bodů
| Soutěž      | vítězky | finalistky | semifinalistky | čtvrtfinalistky | 16 v kole | 32 v kole | 64 v kole | Q  | Q2 | Q1 |
| ----------- | ------- | ---------- | -------------- | --------------- | --------- | --------- | --------- | -- | -- | -- |
| dvouhra žen | 470     | 305        | 185            | 100             | 55        | 30        | 1         | 25 | 13 | 1  |
| čtyřhra žen | 470     | 305        | 185            | 100             | 1         |           |           |    |    |    |

### Finanční odměny
| Soutěž                              | vítězky  | finalistky | semifinalistky | čtvrtfinalistky | 16 v kole | 32 v kole | Q2     | Q1     |
| ----------------------------------- | -------- | ---------- | -------------- | --------------- | --------- | --------- | ------ | ------ |
| dvouhra                             | $124 000 | $66 000    | $35 455        | $19 050         | $10 220   | $5 580    | $2 920 | $1 555 |
| čtyřhra                             | $39 000  | $20 650    | $11 360        | $5 875          | $3 140    | —         | —      | —      |
| částka ve čtyřhře je uvedena na pár |          |            |                |                 |           |           |        |        |

## Ženská dvouhra

### Nasazení
| Stát                             | Hráčka                    | WTA | Nasazení |
| -------------------------------- | ------------------------- | --- | -------- |
| Dánsko                           | Caroline Wozniacká        | 5.  | 1.       |
| Polsko                           | Agnieszka Radwańská       | 7.  | 2.       |
| Španělsko                        | Carla Suárezová Navarrová | 10. | 3.       |
| Česko                            | Karolína Plíšková         | 12. | 4.       |
| Německo                          | Angelique Kerberová       | 13. | 5.       |
| Německo                          | Andrea Petkovicová        | 16. | 6.       |
| USA                              | Madison Keysová           | 18. | 7.       |
| Ukrajina                         | Elina Svitolinová         | 20. | 8.       |
| Německo                          | Andrea Petkovicová        | 18. | 8.       |
| Žebříček WTA k 27. červenci 2015 |                           |     |          |

### Jiné formy účasti
Následující hráčky obdržely divokou kartu do hlavní soutěže:
- Catherine Bellisová
- Agnieszka Radwańská
- Caroline Wozniacká
- Carol Zhaová

Následující hráčky si zajistily postup do hlavní soutěže v kvalifikaci:
- Kateryna Bondarenková
- Kimiko Dateová Krummová
- Misaki Doiová
- Nicole Gibbsová

### Odstoupení
před zahájením turnaje
- Garbiñe Muguruzaová → nahradila ji Tatjana Mariová
- Kateřina Siniaková → nahradila ji Ajla Tomljanovićová
- Serena Williamsová → nahradila ji Aleksandra Krunićová

## Ženská čtyřhra

### Nasazení
| Stát                                                                          | Hráčka                        | Stát             | Hráčka                       | WTA | Nasazení |
| ----------------------------------------------------------------------------- | ----------------------------- | ---------------- | ---------------------------- | --- | -------- |
| Čínská Tchaj-pej                                                              | Čan Chao-čching               | Čínská Tchaj-pej | Čan Jung-žan                 | 55. | 1.       |
| Španělsko                                                                     | Anabel Medinaová Garriguesová | Španělsko        | Arantxa Parraová Santonjaová | 66. | 2.       |
| Kanada                                                                        | Gabriela Dabrowská            | Polsko           | Alicja Rosolská              | 84. | 3.       |
| USA                                                                           | Raquel Kopsová-Jonesová       | USA              | Maria Sanchezová             | 94. | 4.       |
| Žebříček WTA k 27. červenci 2015; číslo je součtem umístění obou členek páru. |                               |                  |                              |     |          |

### Jiné formy účasti
Následující pár obdržel divokou kartu do čtyřhry:
- Catherine Bellisová /  Jacqueline Caková

## Přehled finále

### Ženská dvouhra
- Angelique Kerberová vs.  Karolína Plíšková, : 	6–3, 5–7, 6–4

### Ženská čtyřhra
- Sü I-fan /  Čeng Saj-saj vs.  Anabel Medinaová Garriguesová /  Arantxa Parraová Santonjaová, 6–1, 6–3